# Ochocin
Ochocin (ukr. Охотин) – wieś położona na Ukrainie, w rejonie łuckim, w obwodzie wołyńskim, liczy 263 mieszkańców.